# Erhard Berner
Erhard Berner (Schellenberg, 12 de setembro de 1894 –  Hannover-Linden, 25 de julho de 1960) foi um oficial alemão que serviu durante a Segunda Guerra Mundial. Foi condecorado com a Cruz de Cavaleiro da Cruz de Ferro.

## Condecorações
- Cruz de Ferro 2ª Classe
- Cruz de Ferro 1ª Classe
- Cruz de Cavaleiro da Cruz de Ferro 18 de janeiro de 1945